# Thomas Jonckheere
Thomas Jonckheere, né le 29 juillet 1987, à Amiens, en France, est un ancien joueur français de basket-ball. Il évolue au poste de pivot.

## Biographie
Après avoir joué à Reims, il prend sa retraite sportive à seulement 21 ans en raison de douleurs de genoux. Par la suite, il travaillera dans le monde du commerce tout en pratiquant le basket-ball, en club, en division amateure.

## Palmarès
Champion de France UNSS élite en 2005